# Trstená (stacja kolejowa)
Trstená – stacja kolejowa w Trzcianie, w Kraju Żylińskim na Słowacji. Stacja prowadzi zarówno ruch pasażerski (wyłącznie pociągi osobowe), jak i towarowy.